# Siseme hothurus
Siseme hothurus är en fjärilsart som beskrevs av Berg 1882. Siseme hothurus ingår i släktet Siseme och familjen Riodinidae. Inga underarter finns listade i Catalogue of Life.